# Efteling
Efteling este cel mai mare și mai popular parc tematic din Olanda și unul dintre parcurile reprezentative pentru Europa. Este, de asemenea, unul dintre cele mai vechi parcuri tematice din lume. E localizat în orașul Kaatsheuvel, municipiul Loon op Zand. A fost deschis în 1952.
Fiind un parc original, Efteling a încântat copiii  cu tematica poveștilor cu zâne. Efteling atrage oameni de toate vârstele prin cultura sa, cântecele romantice și nostalgice și diferitele plimbări amuzante. Parcul a fost inițial unul natural, cu locuri de joacă, și o pădure a poveștilor cu zâne. 
Are o suprafață de două ori mai mare decât parcul original Disneyland si s-a deschis cu trei ani înaintea acestuia. În 1992 Efteling a primit premiul IAAPA Applause pentru cel mai bun parc de distracții din lume.

## Istorie
Efteling s-a deschis oficial în 31 mai 1952, când Pădurea poveștilor cu zâne (het Sprookjesbos), construit de către faimosul ilustrator olandez Anton Pieck, l-a declarat deschis. Inițial, Pădurea poveștilor cu zâne a fost casa a 10 povești cu zâne diferite. Toate au fost aduse la viață folosind desene originale de Anton Pierck foarte bine proiectate, având luminozitate, efecte sonore produse de regizorul olandez Peter Reijnders. "Viețile" poveștilor cu zâne au fost 'puse' împreună într-o atmosferă de pădure, dovedindu-se a fi un succes enorm. În 1952, Efteling a primit peste 240,000 vizitatori.

## Vizitatori
În 2007 Efteling a primit 3.240.000 vizitatori. În 2009 numărul de vizitatori a depasit 4.000.000, iar in 2019 a ajuns la 5.400.000.